# ميلسان باسابي
ميلسان باسابي (بالإنجليزية: Melsahn Basabe)‏ مواليد 29 مايو 1992 في غلين كوف، هو لاعب كرة سلة أمريكي. بدأ مسيرته الاحترافية في سنة 2014. يلعب مع نادي أكاديميك لكرة السلة في الدوري البلغاري الوطني لكرة السلة. يحمل الرقم 9. يبلغ طوله 6 قدم 7 بوصة (2.0 م). لعب كرة السلة الجامعية في جامعة آيوا.

## روابط خارجية
- ميلسان باسابي على موقع كرة السلة الأوروبية.كوم (الإنجليزية)
- ميلسان باسابي على موقع كلية كرة السلة في سبورتس رفرنس.كوم (الإنجليزية)
- ميلسان باسابي على موقع ريلجم (الإنجليزية)
- ميلسان باسابي على موقع بروبوليرز (الإنجليزية)
- ميلسان باسابي على موقع سبورتس رفرنس (الإنجليزية)